# Петрашівська сільська рада (Теплицький район)
Петрашівська сільська рада — колишній орган місцевого самоврядування у Теплицькому районі Вінницької області з адміністративним центром у с. Петрашівка.

## Населені пункти
Сільській раді підпорядковані населені пункти:
- с. Петрашівка

## Склад ради
Рада складається з 14 депутатів та голови.

## Керівний склад сільської ради
| ПІБ                    | Основні відомості                                                                  | Дата обрання | Дата звільнення |
| ---------------------- | ---------------------------------------------------------------------------------- | ------------ | --------------- |
| Яремушко Ігор Іванович | Сільський голова, 1965 року народження, освіта, член Соціалістичної партії України | 26.03.2006   | 31.10.2010      |
| Яремушко Ігор Іванович | Сільський голова, 1965 року народження, освіта середня спеціальна, безпартійний    | 31.10.2010   |                 |

Примітка: таблиця складена за даними джерела